# سه کل
سه کل، نام سه قلهٔ همجوار در کوهستان پراو می‌باشد.
شهرت این سه قله به دلیل صعود بسیار مشکل و فنی بوده به نحوی که به جرئت می‌توان گفت یکی از مسیرهای سخت و زیبای کوهستان پراو و حتی رشته کوه زاگرس، کوه عظیم سه کل می‌باشد که در بعضی از نقاط آن مسیر فنی است و بیشتر مسیر حرکت از روی خط الراسی زیبا با چشم‌اندازی سحر انگیز خصوصاً در فصل بهار میگذرد قابل ذکر است که در طول مسیر چشمه آب تا انتهای مسیر وجود ندارد و آب مورد نیاز را باید به همراه برد. مختصات جغرافیایی این قلل همجوار عبارت است از ۳۴٫۴۰۱۲۲۸۰N , 47.3370248E